# 鶴田町
鶴田町（つるたまち）は、青森県の津軽平野にある町。津軽地方の他の市町村と同じくリンゴ栽培が盛んだが、ブドウの品種「スチューベン」生産量が日本一である。

## 地理
- 山：高山
- 河川：岩木川
- 湖沼：津軽富士見湖（廻堰大溜池）[1]

### 隣接している自治体
- 五所川原市
- 弘前市
- つがる市
- 北津軽郡：板柳町

### 人口
平成27年国勢調査より前回調査からの人口増減をみると、6.15％減の13,392人であり、増減率は県下40市町村中18位。
| |                                        |  |
| 鶴田町と全国の年齢別人口分布（2005年） | 鶴田町の年齢・男女別人口分布（2005年） |  |
| ■紫色 ― 鶴田町 ■緑色 ― 日本全国 | ■青色 ― 男性 ■赤色 ― 女性              |  |
| 鶴田町（に相当する地域）の人口の推移 \| 1970年（昭和45年） \| 17,620人 \| \| \| 1975年（昭和50年） \| 17,245人 \| \| \| 1980年（昭和55年） \| 16,892人 \| \| \| 1985年（昭和60年） \| 16,627人 \| \| \| 1990年（平成2年） \| 16,306人 \| \| \| 1995年（平成7年） \| 16,126人 \| \| \| 2000年（平成12年） \| 15,795人 \| \| \| 2005年（平成17年） \| 15,218人 \| \| \| 2010年（平成22年） \| 14,270人 \| \| \| 2015年（平成27年） \| 13,392人 \| \| \| 2020年（令和2年） \| 12,074人 \| \| |                                        |  |
| 総務省統計局 国勢調査より |                                        |  |
| 1970年（昭和45年） | 17,620人                               |  |
| 1975年（昭和50年） | 17,245人                               |  |
| 1980年（昭和55年） | 16,892人                               |  |
| 1985年（昭和60年） | 16,627人                               |  |
| 1990年（平成2年） | 16,306人                               |  |
| 1995年（平成7年） | 16,126人                               |  |
| 2000年（平成12年） | 15,795人                               |  |
| 2005年（平成17年） | 15,218人                               |  |
| 2010年（平成22年） | 14,270人                               |  |
| 2015年（平成27年） | 13,392人                               |  |
| 2020年（令和2年） | 12,074人                               |  |

## 歴史

### 年表
- 2005年（平成17年）4月 - 津軽中央地域合併協議会（法定）廃止[3]。
- 2010年（平成22年）11月 - 鹿児島県さつま町と友好交流協定締結[3]。
- 2013年（平成25年）1月 - つがる西北五広域連合つるた診療所完成[3]。
- 2014年7月1日 - ご当地ナンバー交付[3]（原付バイクのナンバープレートに、津軽地方では初めてご当地ナンバーが導入された）。

### 行政区域の変遷
- 1889年（明治22年）4月1日 - 町村制の施行により鶴田村、強巻村、大巻村、大性村、菖蒲川村、鶴泊村が合併して鶴田村が発足。この時点で面積は11.70k㎡。
- 1941年（昭和16年）10月1日 - 鶴田村が町制施行して鶴田町となる[1]。なお、北津軽郡内での町制施行は、当町が最後である[注釈 1]。
- 1955年（昭和30年[1]）3月1日 - 鶴田町が梅沢村、六郷村、西津軽郡水元村と合併し、改めて鶴田町が発足。この時点で面積54.70k㎡。
- 1956年（昭和31年）11月1日 - 大字梅田、中泉が五所川原市に編入。
- 1958年（昭和33年）11月1日 - 大字石野、野中が板柳町に編入[5]。
- 1967年（昭和42年）11月1日 - 板柳町大字狐森字岡田の一部と大字柏木字片田野の一部が当町に編入の一方、当町大字大性字平岡の一部が板柳町に編入[6]。
- 1970年（昭和45年）11月1日 - 板柳町大字野中字梅林の一部が当町に編入の一方、当町大字鶴泊字梅林の一部が板柳町に編入[6]。

## 行政
町長：相川正光（2期、任期： - 2026年（令和8年）8月20日））　前青森県議会議員
- 中野掔司（1929年（昭和4年）11月7日生）・前町長は、1974年8月町議会議員から町長選挙に立候補し初当選して以降、2010年8月1日に行われた町長選挙まで10期連続当選。現職の首長では福岡県添田町の山本文男町長と並び日本で最多[7]であった。高齢のため相川正光・自民党青森県議会議員を後継指名し、2014年8月の任期満了をもって引退した。
- 「平成の大合併」では2004年に板柳町と合併協議を行い、新市名は「鶴柳市」を主張していたが、「あっぷる市」を主張する板柳町と対立し合意に至らなかった。2009年4月24日開催の町議会合併促進特別委員会で、五所川原市との編入合併を目指し、準備を進め、中野町長もこれに同意した。2010年3月末までの合併を目指し、2008年7月から五所川原市との協議を始めるが、合意に至らなかった[8]。
- 「朝ごはん条例」がある。

町議会：定数12（任期：2024年（令和6年）2月29日まで）

## 姉妹都市
国内
- 鶴田町（鹿児島県、現さつま町） - 1997年（平成9年）8月6日姉妹都市提携

海外
- フッドリバー市（オレゴン州）- 1977年（昭和52年）7月27日姉妹都市提携 りんごの主産地、教育・文化・産業の交流、中学生高校生大使の交流

## 経済

### 産業
- 主な産業
- 産業人口

### 郵便
- 鶴田郵便局（集配局） (84090)
- 水元郵便局 (84120)
- 胡桃舘郵便局 (84196)
- 菖蒲川簡易郵便局 (84755)

### 金融機関
- 青森みちのく銀行鶴田支店
- 青森みちのく銀行鶴田駅前通り支店
- 青い森信用金庫鶴田支店
- つがるにしきた農業協同組合

## 教育

### 小学校
- 鶴田町立鶴田小学校〈3代目〉

### 中学校
- 鶴田町立鶴田中学校

### 高等学校
- 学校法人下山学園下山学園高等学校

### 閉校した学校

#### 小学校
- 鶴田町立鶴田小学校〈初代〉（1964年・鶴田小学校〈2代目〉を統合新設）
- 鶴田町立亀田小学校（同上）
- 鶴田町立大巻小学校（同上）
- 鶴田町立胡桃舘小学校山道分校（1979年・胡桃舘小学校へ統合）
- 鶴田町立木筒小学校（1986年・富士見小学校を統合新設）
- 鶴田町立野木小学校（同上）
- 鶴田町立妙堂崎小学校共栄分校（1991年・妙堂崎小学校へ統合）
- 鶴田町立水元小学校（2004年・水元中央小学校を統合新設）
- 鶴田町立妙堂崎小学校（同上）
- 鶴田町立水元小学校田の尻分校（同上）
- 鶴田町立鶴田小学校〈2代目〉（2020年・鶴田小学校〈3代目〉を統合新設）
- 鶴田町立梅沢小学校（同上）
- 鶴田町立胡桃舘小学校（同上）
- 鶴田町立菖蒲川小学校（同上）
- 鶴田町立富士見小学校（同上）
- 鶴田町立水元中央小学校（同上）

#### 中学校
- 鶴田町立鶴田中学校〈旧〉（1970年・鶴田中学校〈新〉を統合新設）
- 鶴田町立水元中学校（同上）
- 鶴田町立六郷中学校（同上）
- 鶴田町立梅沢中学校（同上）

#### 高等学校
- 青森県立鶴田高等学校（2023年3月閉校）

## 交通

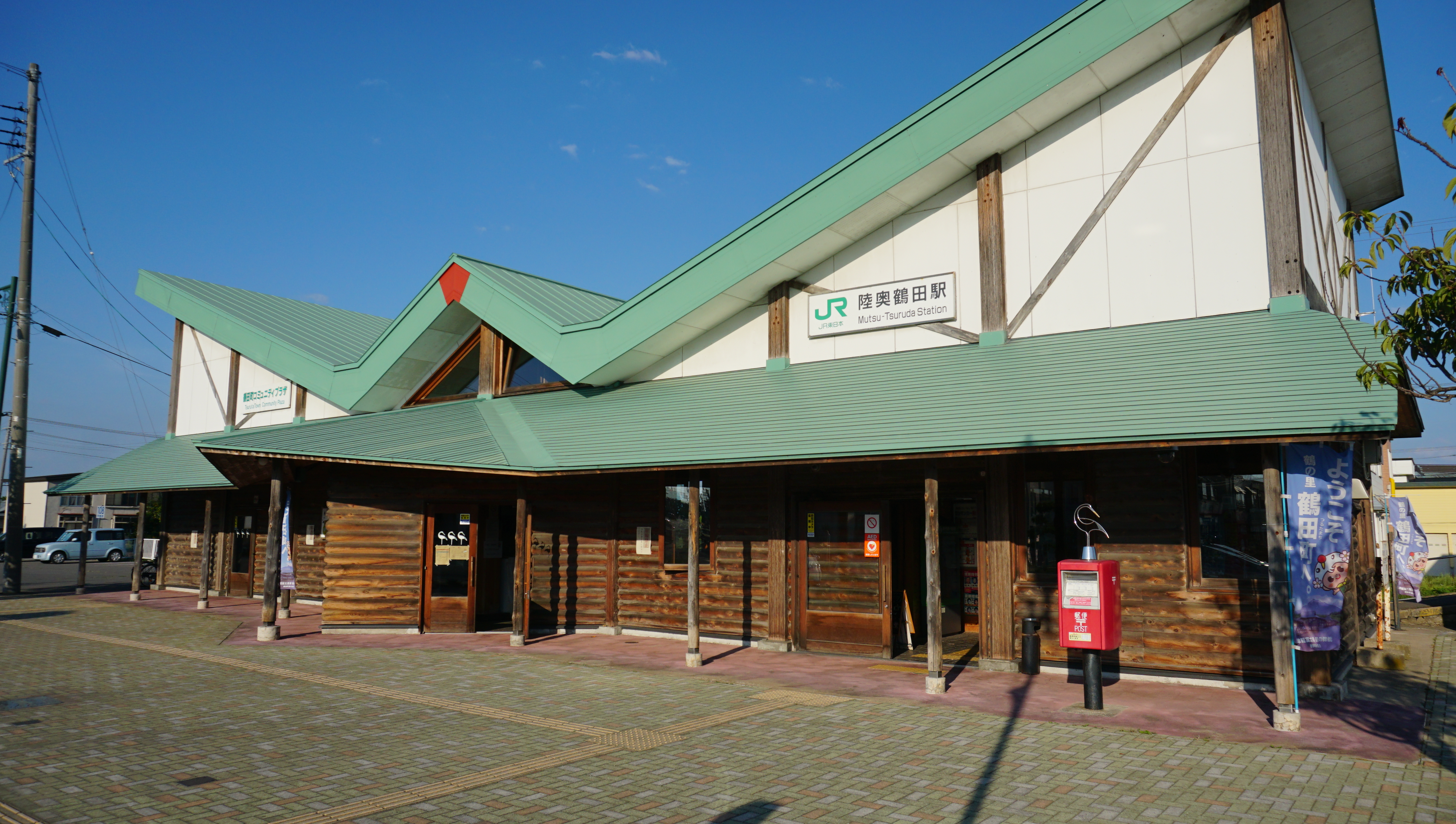
陸奥鶴田駅

### 鉄道路線
- 東日本旅客鉄道（JR東日本）
  - 五能線：陸奥鶴田駅 - 鶴泊駅

### バス
- 弘南バス

### 道路
- 一般国道
  - 国道339号
- 主要地方道
  - 青森県道37号弘前柏線
  - 青森県道38号五所川原黒石線
- 一般県道
  - 青森県道137号七ツ館板柳線
  - 青森県道150号持子沢鶴田線
  - 青森県道153号山田鶴田線
  - 青森県道154号妙堂崎五所川原線
  - 青森県道158号胡桃舘鶴田線
  - 青森県道159号大泉姥萢線
  - 青森県道160号羽野木沢梅田線
  - 青森県道240号鶴泊停車場線
  - 青森県道249号鶴泊停車場胡桃館線
  - 青森県道250号陸奥鶴田停車場線
  - 青森県道265号鶴田五所川原自転車道線

## 名所・旧跡・観光スポット・祭事・催事
- 津軽富士見湖（廻堰大溜池） - 国土庁（現国土交通省）「水の郷百選」認定
  - 鶴の舞橋
  - 富士見湖パーク
  - 鶴の里ふるさと館
  - 丹頂鶴自然公園
- 桜づつみ公園
- トドロッポの木 - トド松、県天然記念物、妙堂崎字掛元推定樹齢350年[9]
- コミュニティプラザ（五能線・陸奥鶴田駅併設）
- 道の駅つるた（鶴の里あるじゃ）
- つるたまつり（8月14日 - 16日）

## ツル多はげます会
町名とハゲを表す擬態語ツルツルをかけて町おこしに生かそうと、1989年に発足した団体。モットーは「ハゲの光は平和の光 暗い世の中 明るく照らす」。2017年時点の会員数は約60人。頭につけた吸盤による綱引き大会、薄毛で活躍した人を表彰する「ハゲアワード」、『ハゲ川柳』（河出書房新社・2016年）の出版などに取り組んでいる。交通安全の小旗を吸盤で頭に立てて、小学生に「ケガ(毛が)無し」と注意を呼び掛けることもある。2018年1月に特定非営利活動法人の法人格を取得した。

## 出身著名人
- 一戸総太 - キックボクサー
- 菊地由利子 -2人組音楽ユニット サエラのヴォーカル[13]
- 北谷稔行 - バスケットボール指導者・元選手、青森ワッツ3代目ヘッドコーチ
- 竹浪正造 - 元鶴田町議員、ツル多はげます会の創設者
- 藤田健次 - 版画家
- 棟方公寿 - バスケットボール指導者・元選手、青森ワッツ初代ヘッドコーチ
- 山田照子 - インスブルック冬季オリンピックリュージュ日本代表[14][15]
- ムキムキマン - タレント